# Airbnb
 Denne artikel bør gennemlæses af en person med fagkendskab for at sikre den faglige korrekthed.

Airbnb er en online markedsplads for udlejning og booking af overnatningsmuligheder. Hjemmesiden omfatter mere end 2.000.000 overnatningsmuligheder i 192 lande og 33.000 byer. Fra grundlæggelsen i august 2008 til juni 2012 blev der formidlet 10 millioner overnatninger på Airbnb.
Airbnb blev grundlagt i august 2008 af Brian Chesky, Joe Gebbia og Nathan Blecharczyk og har hovedkvarter i San Francisco, Californien. Den indledende finansiering blev opnået fra inkubatoren Y Combinator. Senere har også Greylock Partners, Sequoia Capital og Ashton Kutcher investeret i virksomheden.

## Ekstern henvisning
- Airbnbs danske websted
- airbnb.com (på engelsk)

| Firma | Spire Denne artikel om et firma eller en virksomhed i USA er en spire som bør udbygges. Du er velkommen til at hjælpe Wikipedia ved at udvide den. |